# Хуан Хосе Пухана
Хуан Хосе Пухана Арца (баск.Juan Jose Pujana Artza 13 січня 1943 — 1 лютого 2022) — баскський політик. Голова Парламенту Країни Басків 1980-1986

## Біографія
Народився 13 січня 1943 року в місті Більбао. Закінчив Університет Деусто (економічне право). З 1978 до 1980 був міністром територіального планування у уряді Країни Басків. В 1980 році став депутатом. очолив Парламент Країни Басків. Пішов на пенсію в 2005 році. 